# Colite pseudomembraneuse
 (septembre 2012).
Si vous disposez d'ouvrages ou d'articles de référence ou si vous connaissez des sites web de qualité traitant du thème abordé ici, merci de compléter l'article en donnant les références utiles à sa vérifiabilité et en les liant à la section « Notes et références ».
 Mise en garde médicale
La colite pseudomembraneuse est une inflammation très sévère du côlon causée par une infection à Clostridioides difficile, dans un contexte de prise d'antibiotiques récente,.
On parle aussi d'entérocolites pseudomembraneuses.

## Signes cliniques
La description clinique réunit :
- diarrhées aiguës glaireuses, et parfois sanglantes, évoluant depuis plus de 3 jours dans un contexte de prise d'antibiotiques ou dans un contexte nosocomial ;
- douleurs abdominales ;
- déshydratation

## Complications
- Iléus paralytique
- Mégacôlon toxique

## Examens complémentaires

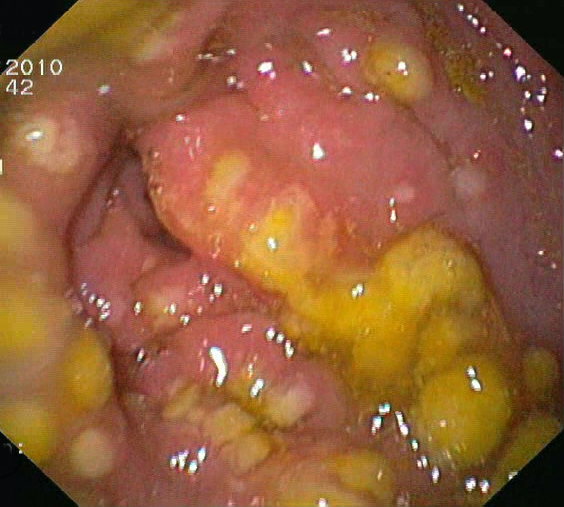
Aspect colonoscopique de colite pseudomembraneuse.

### Imagerie
À la coloscopie, on peut constater la présence d'une membrane tapissant les parois de l'intestin, d'où le nom de la maladie.

### Biologie
L'examen biologique standard retrouve un syndrome inflammatoire souvent associé à des signes de déshydratation.
Le diagnostic de certitude de l'entérite à C. difficile se fait par analyse de selles : coproculture avec recherche de toxine A et/ou B de Clostridioides difficile (méthode immuno-enzymatique ou test de référence par cytotoxicité des selles) et recherche du germe par culture.

### Anatomie pathologique
Lors de la coloscopie sont prélevées des biopsies de façon systématique au niveau des lésions pathologiques.
L'examen histologique ne permet souvent pas de faire le diagnostic mais permet d'éliminer une pathologie concomitante ou un diagnostic différentiel. On observe ainsi des lésions de colite inflammatoire aiguë non spécifique.
Plus spécifique, une nécrose superficielle de la muqueuse surmontée d'un enduit fibrinoleucocytaire et mucoïde permet d'évoquer fortement le diagnostic qui doit cependant toujours être confirmé par l'examen biologique des selles.

## [7]Traitement
Le traitement fait appel à une réhydratation, l'arrêt de l'antibiotique en cause et à l'administration de métronidazole, de vancomycine orale ou de fidaxomicine.
À défaut de preuves d'efficacité, la prise concomitante de probiotiques et levures (dont saccharomyces boulardii) est régulièrement recommandée afin de stimuler le retour à une flore intestinale équilibrée.
La transplantation fécale, jusqu'ici considérée comme « traitement de dernier recours » réservée aux seules infections à clostridioides difficile résistantes aux antibiotiques, serait désormais appropriée à une majorité de patients.
La colite pseudomembraneuse nécessite un isolement en milieu hospitalier.